# Добра Вода (Јагодина)
Добра Вода (рум. Apa Buna) је насељено место града Јагодине у Поморавском округу. Према попису из 2022. има 311 становника (према попису из 2011. било је 379 становника). Удаљено је 18 km од Јагодине.
Сеоска слава је Петровдан. У селу није постојала црква па су верници ишли у суседно село Дубока у цркву светог Јакова. Према жељи мештана на позив владике Јована одобрено грађење цркве посвећене Светом Спасу, која је услед недостатка финансијских средстава још увек у фази изградње. Према причама старијих мештана село се раније звало Гладна јер је за време ратова овде војска гладовала. Касније се име села променило у Добра Вода због постојања четири јака извора воде.

## Демографија
У насељу Добра Вода живи 339 пунолетних становника, а просечна старост становништва износи 44,5 година (42,4 код мушкараца и 46,4 код жена). У насељу има 138 домаћинстава, а просечан број чланова по домаћинству је 3,12.
Ово насеље је великим делом насељено Србима (према попису из 2002. године), а у последња три пописа, примећен је пад у броју становника.
|  |

| Демографија | Демографија | Демографија |
| Година      | Становника  | Становника  |
| ----------- | ----------- | ----------- |
| 1948.       | 711         |             |
| 1953.       | 763         |             |
| 1961.       | 805         |             |
| 1971.       | 823         |             |
| 1981.       | 790         |             |
| 1991.       | 758         | 525         |
| 2002.       | 430         | 756         |
| 2011.       | 379         |             |
| 2022.       | 311         |             |

| Етнички састав према попису из 2002.‍ | Етнички састав према попису из 2002.‍ | Етнички састав према попису из 2002.‍ | Етнички састав према попису из 2002.‍ | Етнички састав према попису из 2002.‍ |
| ------------------------------------ | ------------------------------------ | ------------------------------------ | ------------------------------------ | ------------------------------------ |
|                                      |                                      |                                      |                                      |                                      |
| Срби                                 | Срби                                 |                                      | 405                                  | 94,18%                               |
| Власи                                | Власи                                |                                      | 15                                   | 3,48%                                |
| Румуни                               | Румуни                               |                                      | 5                                    | 1,16%                                |
| Хрвати                               | Хрвати                               |                                      | 2                                    | 0,46%                                |
| Југословени                          | Југословени                          |                                      | 1                                    | 0,23%                                |
| непознато                            | непознато                            |                                      | 2                                    | 0,46%                                |

| Година пописа     | 1948. | 1953. | 1961. | 1971. | 1981. | 1991. | 2002. |
| ----------------- | ----- | ----- | ----- | ----- | ----- | ----- | ----- |
| Број домаћинстава | 155   | 158   | 171   | 184   | 171   | 159   | 138   |

| Број чланова      | 1  | 2  | 3  | 4  | 5  | 6 | 7 | 8 | 9 | 10 и више | Просек |
| ----------------- | -- | -- | -- | -- | -- | - | - | - | - | --------- | ------ |
| Број домаћинстава | 32 | 33 | 21 | 22 | 13 | 8 | 6 | 2 | 0 | 1         | 3,12   |

| Пол    | Укупно | Неожењен/Неудата | Ожењен/Удата | Удовац/Удовица | Разведен/Разведена | Непознато |
| ------ | ------ | ---------------- | ------------ | -------------- | ------------------ | --------- |
| Мушки  | 161    | 31               | 112          | 12             | 6                  | 0         |
| Женски | 191    | 19               | 113          | 45             | 13                 | 1         |
| УКУПНО | 352    | 50               | 225          | 57             | 19                 | 1         |

| Пол    | Укупно                    | Пољопривреда, лов и шумарство | Рибарство                            | Вађење руде и камена | Прерађивачка индустрија       |
| ------ | ------------------------- | ----------------------------- | ------------------------------------ | -------------------- | ----------------------------- |
| Мушки  | 90                        | 85                            | 0                                    | 0                    | 2                             |
| Женски | 50                        | 48                            | 0                                    | 0                    | 0                             |
| УКУПНО | 140                       | 133                           | 0                                    | 0                    | 2                             |
| Пол    | Производња и снабдевање   | Грађевинарство                | Трговина                             | Хотели и ресторани   | Саобраћај, складиштење и везе |
| Мушки  | 0                         | 0                             | 0                                    | 1                    | 0                             |
| Женски | 0                         | 0                             | 0                                    | 0                    | 0                             |
| УКУПНО | 0                         | 0                             | 0                                    | 1                    | 0                             |
| Пол    | Финансијско посредовање   | Некретнине                    | Државна управа и одбрана             | Образовање           | Здравствени и социјални рад   |
| Мушки  | 0                         | 0                             | 1                                    | 0                    | 0                             |
| Женски | 0                         | 0                             | 0                                    | 1                    | 0                             |
| УКУПНО | 0                         | 0                             | 1                                    | 1                    | 0                             |
| Пол    | Остале услужне активности | Приватна домаћинства          | Екстериторијалне организације и тела | Непознато            | Непознато                     |
| Мушки  | 1                         | 0                             | 0                                    | 0                    | 0                             |
| Женски | 0                         | 0                             | 0                                    | 1                    | 1                             |
| УКУПНО | 1                         | 0                             | 0                                    | 1                    | 1                             |